# Framinghamia helvalis
Framinghamia helvalis is een vlinder uit de familie van de grasmotten (Crambidae). De wetenschappelijke naam van de soort is, als Pionea helvalis, voor het eerst gepubliceerd in 1859 door Francis Walker.
De soort komt voor in Canada en de Verenigde Staten.